# Surry (Virginia)
Surry è un comune degli Stati Uniti d'America, situato nello Stato della Virginia, nella contea di Surry, della quale è il capoluogo.